# Municipio de Nashville (Illinois)
El municipio de Nashville (en inglés: Nashville Township) es un municipio ubicado en el condado de Washington en el estado estadounidense de Illinois. En el año 2010 tenía una población de 3676 habitantes y una densidad poblacional de 40,81 personas por km².

## Geografía
El municipio de Nashville se encuentra ubicado en las coordenadas 38°20′53″N 89°25′28″O / 38.34806, -89.42444. Según la Oficina del Censo de los Estados Unidos, el municipio tiene una superficie total de 90.08 km², de la cual 89.93 km² corresponden a tierra firme y (0.17%) 0.16 km² es agua.

## Demografía
Según el censo de 2010, había 3676 personas residiendo en el municipio de Nashville. La densidad de población era de 40,81 hab./km². De los 3676 habitantes, el municipio de Nashville estaba compuesto por el 97.14% blancos, el 0.57% eran afroamericanos, el 0.14% eran amerindios, el 0.35% eran asiáticos, el 0.03% eran isleños del Pacífico, el 0.71% eran de otras razas y el 1.06% pertenecían a dos o más razas. Del total de la población el 1.5% eran hispanos o latinos de cualquier raza.